# Джитендер (борець)
Джитендер (англ. Jitender; нар. 22 листопада 1993) — індійський борець вільного стилю, срібний призер чемпіонату Азії, дворазовий чемпіон Співдружності.

## Спортивні результати на міжнародних змаганнях

### Виступи на Чемпіонатах світу
| Змагання                        | Збірна | Вагова категорія          | Місце |
| ------------------------------- | ------ | ------------------------- | ----- |
| Чемпіонат світу з боротьби 2018 | Індія  | вільна боротьба, до 74 кг | 22    |
| Чемпіонат світу з боротьби 2019 | Індія  | вільна боротьба, до 79 кг | 8     |

### Виступи на Чемпіонатах Азії
| Змагання                       | Збірна | Вагова категорія          | Місце  |
| ------------------------------ | ------ | ------------------------- | ------ |
| Чемпіонат Азії з боротьби 2016 | Індія  | вільна боротьба, до 74 кг | 5      |
| Чемпіонат Азії з боротьби 2017 | Індія  | вільна боротьба, до 74 кг | 8      |
| Чемпіонат Азії з боротьби 2018 | Індія  | вільна боротьба, до 79 кг | 12     |
| Чемпіонат Азії з боротьби 2020 | Індія  | вільна боротьба, до 74 кг | Срібло |

### Виступи на Кубках світу
| Змагання                    | Збірна | Вагова категорія          | Місце |
| --------------------------- | ------ | ------------------------- | ----- |
| Кубок світу з боротьби 2017 | Індія  | вільна боротьба, до 74 кг | 8     |

### Виступи на Чемпіонатах Співдружності
| Змагання                                | Збірна | Вагова категорія          | Місце  |
| --------------------------------------- | ------ | ------------------------- | ------ |
| Чемпіонат Співдружності з боротьби 2016 | Індія  | вільна боротьба, до 74 кг | Золото |
| Чемпіонат Співдружності з боротьби 2017 | Індія  | вільна боротьба, до 79 кг | Золото |

### Виступи на інших змаганнях
| Змагання                                 | Збірна | Вагова категорія          | Місце  |
| ---------------------------------------- | ------ | ------------------------- | ------ |
| Турнір Дмитра Коркіна 2016               | Індія  | вільна боротьба, до 74 кг | 8      |
| Кубок мера Пуна з боротьби 2016          | Індія  | вільна боротьба, до 74 кг | Срібло |
| Pro Wrestling League 2017                | Індія  | команда                   | Золото |
| Турнір Дана Колова — Николи Петрова 2017 | Індія  | вільна боротьба, до 74 кг | 10     |
| Клубний чемпіонат світу з боротьби 2017  | Індія  | команда                   | 6      |
| Pro Wrestling League 2018                | Індія  | команда                   | Золото |
| Клубний чемпіонат світу з боротьби 2018  | Індія  | команда                   | 7      |
| Pro Wrestling League 2019                | Індія  | команда                   | 5      |
| Турнір Дана Колова — Николи Петрова 2019 | Індія  | вільна боротьба, до 74 кг | 26     |
| Турнір Алі Алієва 2019                   | Індія  | вільна боротьба, до 74 кг | 9      |
| Меморіал Маттео Пелліконе 2020           | Індія  | вільна боротьба, до 74 кг | 10     |